# اروج بیگ بیات
اروج‌بیک بیات و چنان‌که بعدها خوانده شد دون خوان ایران (۱۵۶۰–۱۶۰۵م) از اعضای هیئتی ایرانی بود که به فرمان شاه عباس یکم (۱۰۰۷ق، ۱۵۹۹م) به سرپرستی حسینعلی بیگ بیات برای تحکیم روابط به اروپا رفتند. او دبیر اول نخستین سفارت شاه عباس در اروپا بود. آنها در شهر بایادولید در اسپانیا، به محضر فیلیپ سوم، پادشاه اسپانیا رسیدند و مورد پذیرایی گرم قرار گرفتند. پادشاه به اتحاد با ایران ابراز علاقه کرد و قرار شد به شاه عباس جواب دهد. در مریدا، در نزدیکی لیسبون شخصی روحانی شیعهٔ همراه گروه را کشت و حسینعلی‌بیگ، اروج بیگ را برای دادخواهی نزد پادشاه فرستاد. او هم به مذهب کاتولیک دین ترسایی گروید و به لیسبون برگشت. این هیئت قصد عزیمت به لیسبون را داشت، اما در پی آگاهی حسینعلی بیگ از مسیحی شدن برادرزاده اش از سفر به دیگر کشورهای اروپایی چشم پوشید. قرار شد این هیئت به هزینهٔ پادشاه اسپانیا از راه دماغهٔ امید نیک به ایران برگردند. اروج بیگ فکر می‌کرد کسی از تغییر مذهبش مطلع نیست و می‌خواست به ایران برگشته خانواده‌اش را به اسپانیا ببرد، ولی مطلع شد که حسینعلی‌بیگ به این مسئله پی برده و قصد قتل او را دارد. اروج بیگ از مهلکه جان به در برد و در اروپا ماند.
اروج‌بیک بیات در بایادولید ماندگار شد و از آن پس دون خوان ایران خوانده شد. اروج بیگ دیده‌هایش را در طی سفر یادداشت می‌کرد و چون در اسپانیا قرار یافت، کتابی به نام روابط (Relaciones) (چاپ ۱۶۰۴م) تألیف کرد. کتاب با شرح مختصری در جغرافیا و تاریخ قدیم ایران می‌آغازد و چون به صفویان می‌رسد، به جزئیات اندر می‌شود. به‌خصوص بخش مربوط به دوران شاه محمد خدابنده و شاه عباس که مؤلف و پدرش خود در بسیاری حوادثش شرکت داشته‌اند، به‌تفصیل نوشته شده‌است و اطلاعات گرانبهایی در آن یافت می‌شود. بخش پایانی کتاب شرح مسافرت هیئت ایرانی به اروپاست. دون ژوان ایران، یک سال پس از چاپ کتاب، در ۱۵ مهٔ ۱۶۰۵م، طی مشاجره‌ای با همراهانِ یک محتسب، زخم خورد و کشته شد. قاتلان، از بهر پنهان‌کاری، جسدش را در آبْکندی متروک در نزدیکی شهر فرو انداختند. جسد خوراک سگان شهر شد.